# Ті давні дослідники (Зоряний шлях)
Ті давні дослідники (Those Old Scientists) — сьома серія другого сезону американського телевізійного серіалу «Зоряний шлях: Дивні нові світи». Сценарій епізоду написали Кетрін Лінн і Білл Волкофф; режисування Джонатана Фрейкса. Перший показ відбувся 22 липня 2023 року.

## Зміст
У XXIV столітті енсіну Бреду Боймлеру з USS «Керрітос» доручають дослідити стародавній портал. Портал випадково активується та переносить його назад у часі на 120 років — коли його саме портал досліджує команда USS «Enterprise». Боймлер намагається стримати хвилювання від зустрічі зі знаменитими дослідниками, та не допустити зміни історії своїми знаннями про майбутнє. Коли поряд з'являється зореліт оріонців, Боймлер попереджає — це дослідницький корабель, а не піратський, як вважалося. Оріонці забирають портал і Пайк обмінює його на вантаж зерна.
«Керрітос» прибуває на планету Krulmuth-B, де знаходиться портал, відкритий капітаном Пайком і USS «Enterprise». Боймлер у захваті від цієї перспективи. Його друг Беккет Марінер каже, що він буде таким же, як і будь-який інший портал. Ентузіазм Боймлера не згасає, він очікує — щось трапиться, і уявляє, як би було бути частиною "Тих давніх дослідників. Марінер вважає Ухуру «крутою, як пекло» — вона жила поза роботою, і пропонує Боймлеру спробувати. Сем Резерфорд має ентузіазм щодо «сканування телеронного випромінювання», і дає п'ять з Д'Ваною Тенді «за науку». Командир Ренсом доручив їй керувати місією, оскільки він вважав, що це вилікує її, оскільки вона вважає портали нудними.
Опускаючись на поверхню, Марінер вказує на «стародавню неактивну штучку» і пропонує перевірити, чи вона все ще не працює. Боймлер підтримує його виявлення на «Ентерпрайзі», Тенді наполягає — його знайшов науковий корабель оріонців, а її прабабуся була членом екіпажу. Боймлер сумнівається, чи справді оріонці займалися наукою у 23-му столітті, вважаючи що всі вони тоді були піратами. Резерфорд привертає увагу, виявивши сліди горонію — елемента, який не реєстрували століттями. Корпус NX-класу використовував гороній. Він уявляє Спока, що стоїть перед порталом, і викликає небажаний сміх, втілюючи знаменитого вулканця. Боймлер шкодує, що не міг жити в ту епоху. Резерфорд просить Боймлера зробити найкращу «позу Спока» для фотографії; коли він це робить, портал несподівано активується, втягуючи Боймлера.
Боймлера викидає з порталу прямо до ніг Спока, Уни та Ла'ан. Дивлячись на них, він каже, що вони виглядають дуже реалістично, перш ніж втратити свідомість. Уна дзвонить на «Ентерпрайз» і повідомляє про проблеми.
«Ентерпрайз» проводить звичайне обстеження Крулмут-Б на шляху доставки продовольства до Сетлік-II. Уна показує Пайку комбадж Боймлера — що це також комунікатор, а також знаки розрізнення. Пайк вважає, що найкраще було відкрити комунікатор, а Уна погоджується, що цей їй теж подобається більше.
Побачивши, що Пайк стоїть над ним, Боймлер вимагає від комп'ютера завершити програму, думаючи, що перебуває в симуляції голодека. Коли нічого не відбувається, він простягає руку, щоб торкнутися Пайка за плече, і розуміє — це не симуляція. Він запитує зоряну дату, і, почувши, намагається дати якусь ухильну відповідь, щоб замаскувати своє справжнє походження. Пайк каже, що вони вже знають — він із майбутнього. Він пояснює, що прибув за 120 років у майбутньому, Пайк жартує, що не виглядає старшим за сторічного. Боймлер ммайже зістрибує з біоліжка, коли Уна вручає йому його комбадж, дивлячись на неї вражено. Пайк знайомить його з нею та Ла'ан. Уна дивується дивній реакції, думаючи — він щось знає про її майбутнє. Пайк не впевнений у відповідях.
Боймлер із захопленням помічає класичну операційну систему S/COMS корабельного комп'ютера, Ла'ан заважає йому натискати на кнопки, перш ніж нагадати про тимчасові протоколи.. По-перше, жодної участі в минулих подіях; по-друге — не ділитися знаннями про майбутнє (Боймлер обіцяє не розкривати жодної подальшої інформації і каже — «Честь Ворфа», потім розуміє, що він щойно сказав); і по-третє, жодних доповнень. Боймлер не знайомий з останнім і цікавиться, чи це нове доповнення. Ла'ан визнає — це більше через її власний досвід подорожей у часі; невелика зміна не буде для них помітною в сьогоденні, але вона може змінити майбутнє Боймлера.
Боймлер крокує в кімнаті, побачивши сідло спортивного коня Пайка. Він думає про себе, що доторкнутися до нього неможливо — змінити майбутнє. Він вирішує виконати "Маневр Райкера ", щоб забратися в нього. Потім бачить, як Ухура з цікавістю дивиться на нього, і здогадується, хто вона така. Ухура не знає, що з цим робити, але каже, що лише їй потрібен простір для роботи, щоб розшифрувати цілу стародавню мову. Ла'ан кличе Боймлера в транспортну кімнату, щоб він повернувся на поверхню.
Зі Споком і доктором М'Бенгою Боймлер не може не дивитися на людей, які були легендами свого часу. Спок випадково помітив це. Боймлер помічає «класичний» трикодер М'Бенги і просить його потримати. Спок повертає їхню увагу до справи, запитуючи, що робив Боймлер, коли портал активувався. Боймлер пояснюює, як Резерфорд знайшов сліди горонію, що Спок підтверджує. Резерфорд зробив голографічне зображення за допомогою своєї камери, яка випромінювала радіоізотопи, які активували портал. Спок сміється над цією ідеєю, вважаючи приписувати інтелект випадковості смішним. Боймлер запитує М'Бенгу, чи Спок завжди сміється, чи це було новим. М'Бенга відповідає, що це точно нове.
Пайк інформує з корабля — невідомий корабель наближається, і він хоче, щоб десант повернувся на борт. Ортегас думає, що корабель може бути оріонським, а Пайк оголошує жовту тривогу та підіймає щити. Уна повідомляє — щити корабля оріонців все ще опущені, зброя неактивна, хоча Ла'ан знає — деякі їхні кораблі призначені для обдурювання датчиків. Спок, Ухура та Боймлер виходять із турболіфта. Боймлер стає неймовірно схвильованим, стоячи на містку «Ентерпрайза». Боймлер тягнеться до елементів керування на кріслі Пайка, капітан зупиняє його. На екрані він миттєво впізнає корабель як «класичний» розвідувальний оріонців — клас «Скаут». Корабель не реагує на вітання, а Боймлер тривожиться, коли Пайк згадує про фотонну торпеду. Він намагається переконати Пайка, що це насправді наукове судно. Оріонці нарешті вітають їх; це капітан Гарр Карас наукового судна «Д'Вар». Пайк пояснює, що вони прийшли в сектор, щоб допомогти колоніям Федерації, на які напали пірати Оріона. Карас погоджується, що пірати створюють погану славу Оріону. Саме тоді Спок виявляє сигнал транспортера — оріонці перенесли до себе портал. Карас каже, що науковий офіцер помиляється, але перериває зв'язок. «Д'Вар» починає деформуватися. Боймлер виглядає явно зніяковілим.
Пайк зізнається Уні, що, можливо, зробив помилку, послухавши Боймлера. Уна вважає, що Боймлер чомусь її боїться, але для Пайка його майбутнє не здавалося таким вже й поганим.
Боймлер у вітальні екіпажу, беручи застосунок, щоб ввести деякі рівняння варп-поля, до нього підходять Ортегас і медсестра Чапель. Ортегас погрозливо жартує. Чапель жартує на мінімально допустисому медичному рівні. Боймлер називає їхній час «золотим віком досліджень» і заздрить, що вони прожили його. Боймлер цікавиться щодо дня народження Пайка — в майбутньому цн буде святом Об'єднаної федерації планет, перш ніж знову усвідомити, що він сказав. Ортегас і Чапель захоплені ідеєю влаштувати вечірку на день народження Пайка і обіцяють віддати Боймлеру всю заслугу. Чапель встає, щоб піти, Боймлер піднімає очі й бачить у дверях Спока — з широкою усмішкою на обличчі.
Боймлер наздоганяє Чапель, кажучи, що йому потрібно розповісти про Спока. Спок є легендарним тим, що ніколи не посміхається, не сміється і не жартує. І він стурбований тим, що зробив щось незворотнє — тому що розсмішив Спока. Чапель зупиняє і запевняє, що це не його вина — Спок поводився так до прибуття Боймлера. Чапель розуміє — Боймлер натякає, що її стосунки зі Споком не триватимуть. Боймлер пригнічений і знає — йому потрібно покинути корабель, перш ніж він створить проблеми.
Спок пояснює — він не може відстежити корабель оріонців, Боймлер пропонує свою допомогу. Він знає, що не повинен надавати майбутню інформацію, але пропонує зробити це — а вони не дивитимуться. Уна недовірливо сміється над цією ідеєю, але задається питанням — чи можуть? І вони роблять це, а Боймлер працює з науковим обладнанням. Він успішно приводить «Ентерпрайз» до місця розташування «Д'Вар». Боймлер благає Пайка про дипломатичне рішення та розповідає, що розповіла йому Тенді — її прабабуся була членом екіпажу «Д'Вара»; будь-які ворожі дії могли б знищити Тенді. Він знає, що дипломатія є однією з багатьох сильних сторін Пайка.
Набравшись терпіння, Пайк наказує надіслати оріонцям вітальні частоти. Спок попереджає — «Д'Вар» заряджає варп-котушки, Уна наказує Ла'ан заблокувати фазери на їхніх двигунах. Карас відповідає, називаючи їхню зустріч дивним збігом обставин. Пайк пояснює, що вони, можливо, випадково мають стародавній портал на борту, і просить його повернути. Карас чітко дає зрозуміти — його не змусять вести переговори зі зброєю. Пайк наказує Ла'ан відключити фазери. Карас хоче, щоб Пайк переконав його повернути портал. Оріонець просить хвилинку на роздуми, перш ніж закрити канал. Боймлер тихо розмовляє зі Споком, наказуючи йому запропонувати обмін, що оріонці визнали б жестом поваги. Пайк чує його. Спок повідомляє, що «Д'Вар» сканує їхній вантажний відсік. Карас повертається на екран — він виявив вантаж зерна тритритикале в трюмі «Ентерпрайза»; дати йому це було б «переконливо». Пайк кидає погляд на Уну, яка злегка киває головою — і погоджується.
Боймлер, Пайк, Спок і Лаан повертаються з порталом до Крулмут-Б. Сканування Спока показують — майже вичерпано гороній, але його достатньо для однієї подорожі. Боймлер визнає, що ситуація не була ідеальною (насправді потенційно небезпечною для реальності), але вважає зустріч з ними одним із найкращих подій у своєму житті. Пайк визнає — це був несподіваний день для всіх них. Коли він ступає на портал, той активується, і Боймлер востаннє озирається на легендарних фігур. Але саме тоді Марінер проривається, стрибнувши через відкритий портал з іншого боку, щоб спробувати його врятувати. Згадуючи те, що Спок щойно сказав, Боймлер жахається. Марінер, подібно до Боймлера, виглядає схвильовано, коли розуміє, що щойно подорожувала в часі, та запитала, чи справді там Ухура. Роздратований Пайк дістає комунікатор і повідомляє про перенесення п'ятьох.
Повернувшись на «Ентерпрайз», Боймлер каже Марінер, що якби вона почекала одну секунду, він би вийшов сам. Однак вона більше хвилювалася, що його затягнуло крізь вир під час місії, яку вона очолювала. Уна відзначає специфічність їхніх посилань на Спока. Марінер визнає, що не була готова до того, яким «гарячим» буде молодий Спок. Боймлер каже, що Спок просто «сповнений сюрпризів». Пайк повертає усіх до справи, незважаючи на останнє ускладнення, яке також потребує вирішення. Ла'ан вважає одного мандрівника в часі загрозою безпеці, а Уна двох — катастрофою. Марінер запитує Боймлера про ставлення екіпажу «Ентерпрайза»; Боймлер каже, що вони круті. Спок повідомляє, що портал все ще працює, але без гороніуму вони не можуть його активувати. Уна додає, що в цьому квадранті протягом ста років не було джерел горонію. Марінер пропонує просто «приготувати» гороній. На її подив, «Гарячий Спок» погоджується, що вони можуть використовувати синтезатор матерії — але з великим ризиком. Уна пропонує другий варіант: стародавній текст на порталі, над яким Ухура працювала у своїй кімнаті, починаючи з моменту їхнього прибуття. Марінер має певну лінгвістичну освіту, і пропонує допомогу. Розсудливість Пайка підказує йому, що не варто, але він азартний гравець, і тому погоджується. Боймлер ставить під сумнів «лінгвістичну підготовку» Марінер, і вона визнає, що збрехала — але не втрачає нагоди зустрітися з Ухурою. Спок вітає додаткову пару рук — якщо Боймлер не проти втратити одну з них. Посмішка Спока дратує Марінер так само сильно, як і Боймлера.
Боймлер працював зі Споком, і все пішло не так, як він сподівався. Він зізнається, що хотів побачити цей час на власні очі, але тепер не хоче застрягати в ньому. Поки вони розмовляють, Уна наближається позаду Марінер, змушуючи Боймлера панікувати та швидко вийти. Уна дивується, чому люди з майбутнього дивляться на неї так, ніби вона приречена. Марінер каже — це через те, ким вона була — і що Боймлер прикріпив її плакат на стіні біля койки. Уна засвоює цю інформацію, потім розуміє, що не хоче нічого знати,.
У квартирі Ухури Марінер відчуває таку саму реакцію на перебування поруч зі своїм героєм, як і Боймлер. Ухура вважає дивним, що вона взагалі щось про неї знає. Марінер говорить про неї як працьовиту й безстрашну перед лицем небезпеки (навіть проти загроз, з якими вона ще не стикалася) — але водночас як про людину, яка вміє розважатися. Ухура зізнається, що зараз відчуває тиск, вона майже не зробила нічого, що вартує захоплення. У той же час Ортегас закликає її більше розважатися, але вона дивується, як вона може це зробити, коли вона мусить стати «цією загальновідомою, суперперекладаючою, незворушною, працьовитою поганкою». Ухура не любить робити перерви, Марінер їй нагадує кодекси Зоряного Флоту — зокрема розділ 48 Альфа-7, який передбачає регулярні перерви на їжу, жартома погрожуючи подати Ухуру до звіту. Ухура здивована, що Марінер знає кодекс Зоряного Флоту.
Марінер робить оріонські «урагани» для себе, Ухури та Ортегас, хоча визнає, що їй довелося імпровізувати. Ортегас сподобалася ідея Марінер, вона розмірковує, щоб запросити її на вечірку-сюрприз Пайка. Маринер цілком за це, за умови, що зможе фотографувати та здивувати свою матір підручником з історії — потім каже, що пожартувала (начебто). Ухура дивується, чому всі одержимі тим, що вона не робить перерви. Ортегас розповідає їй про свій час під час Федераційно-клінгонської війни. Нарешті Ухура поступається і кладе свій PADD, але Ортегас помічає щось, що впізнає. На Зоряній базі Ерхарт хтось намагався продати їй старовинний набір дом-джот з маркуванням, схожим на те, що вона бачить на PADD Ухури. Ухура не знайома з грою, але Ортегас і Марінер знайомі — це була гра, на яку наусіканці люблять робити ставки. Ухура розуміє, що Ортегас на щось натрапилла: напис схожий на стародавній наусіканський діалект.
У науковій лабораторії йде праця над синтетичним горонієм, Спок розповідає Боймлеру, що Чапель засмучена майбутнім його, і цікавиться, чи варто йому знати. Боймлер намагається мовчати, але Спок бачить, що експерименти з людськими емоціями його турбують. І Боймлер знає майбутнє, у якому Спок мінімізує свої емоції. Боймлер визнає, що це так — Всесвіту потрібен був «Вулканець Спок». У той же час Спок повинен залишатися вірним обраному в той час шляху. Спок запитує, чи готовий він активувати синтезатор. Істерично кричачи, Боймлер кидається, щоб укритися, коли синтезатор вибухає. Коли дим розсіюється, Боймлер розглядає пошкодження.
У інженерій Боймлер залишається наодинці, до нього звертається Пелія, яка визначає його як одного з «майбутніх дітей». Боймлер відповідає, що тепер він може бути одним із «застряглих тут дітей». Боймлер жахається, коли розуміє, що колоністів, які жили там поколіннями, доведеться переселити, Пелія саркастично пропонує знайти пристрій для подорожей у часі, що не покращує його настрою. Пелія каже йому, що вона лантанітка і прожила тисячі років, і більшість героїв, яких вона знала, половину часу прикидалися. Один сказав їй, що завжди прикидався кимось, ким би хотів бути — поки нарешті не став цим кимось.
Боймлер пробирається до човникового відсіку, маючи намір викрасти човник і зв'язатися з оріонцями, щоб отримати від них зерно, та помічає Марінер в кабіні. Марінер і Ухура дізналися — стародавнє письмо на порталі говорило просто «це портал часу». Боймлер має намір обміняти портал оріонцям на зерно, щоб допомогти людям на Сетліку. Підходить Ла'ан з фазером у руці; Ухура стежила за місцевим зв'язком і блокує сигнал.
Ла'ан супроводжує до Пайка — їм доведеться бути в каютах, доки не повернуться на Зоряну базу-1. Пайк наодинці зазначає, що вони вже багато правил порушили. Потім він сперечається з Боймлером щодо ідеї влаштувати йому вечірку-сюрприз. Пайк виявляє, що знає майбутнє. Він зізнається, що вони з батьком ніколи не ладнали та визнає, що хотів би, щоб у них з батьком була ще одна суперечка. Його план полягав у тому, щоб завершити місію, провести день у рибальській хатині на крижаному місяці Сетліка II з пляшкою віскі та «поговорити». Пайк бачить, як їм було важко, і задається питанням, як би було — якби його відправили назад у часі на «Ентерпрайз» Джонатана Арчера. Марінер знає, що це також «збоїть» Боймлера. Боймлер каже — знає, як повернути їх додому.
Боймлер пояснюює занадто довго; Уна каже йому перейти до суті. Боймлер і Марінер пояснюють, що, коли вони пішли до Музею історії кораблів, щоб відвідати «Enterprise NX-01», Боймлер був у захваті від грейферів, які вони використовували до притягуючих балок. Ла'ан, незворушна, додає, що вона також любить грейфери. У записах йдеться про використання горонієвих сплавів у корпусах кораблів класу NX. Ортегас задається питанням, чи потрібно їм шукати клас NX «у нафталіні», але і Боймлер, й Марінер, і Пайк знають, що цього не потрібно. В суднобудівній традиції зорельоти використовують у своїй конструкції деталі однойменних кораблів — тобто на борту їхнього «Ентерпрайза» є деталі від NX-01.
Частина, про яку йде мова, знаходиться під тарілкою в техніці, через протести Пелії щодо обережності з її підлогою. Ортегас усвідомлює той факт, що вони так довго йшли по мети, визнаючи, що захоплюється Тревісом Мейвезером, першим пілотом NX-01 — її спортивний зал середньої школи був названий на його честь. Подібне Ухура думає про Хоші Сато, офіцера зв'язку, який розмовляв 86 мовами — вона написала три статті нього в Академії. Вони обидві усвідомлюють, що звучать дуже схоже на Боймлера та Марінера, Спок називає це «виснажливим».
Марінер зізнається Уні, що, можливо, вона склала неправильне враження про плакат — Уна була «дівчиною плаката» для Зоряного Флоту того часу. Уна вважає, що вона повинна була керувати цією частиною, і запитує Боймлера, чи це правда. Боймлер підтверджує, що вона була основною причиною, чому він приєднався до Зоряного флоту. «Ad astra per aspera» — цитує він. Уна приголомшена цим, але переходить у професійний режим — потім усе одно дякує їм. Пайк і Ла'ан входять; Спок демонструє Боймлеру вулканський салют і на прощання каже «живіть довго і процвітай». Пайк дивиться на схвильований вираз Боймлера, коли він наказує їм летіти.
На поверхні їх зустрічають Карас і команда біля порталу. Пайк пояснює, що повідомлення було несанкціонованим. Карас не любить, коли його час витрачається даремно, і Боймлер, й Марінер беруть на себе провину за це (за повної підтримки Ла'ан). Боймлер надіслав повідомлення — бо не хотів, щоб колоністи на Сетліку-II померли від голоду. Поки вони базікають, Пайк повертає речі до ладу, пояснюючи, що пристрій — це часовий портал, Боймлер і Марінер — із майбутнього, і їм доводиться використовувати портал, щоб відправити їх назад. Боймлер додає, що це стосується майбутнього, де було б образливо вважати Оріонців піратами. Це привертає увагу Караса — Астрея Тенді, одна з його наукових офіцерів (і прабабуся Д'Вани Тенді), використовує згаданий титул. Карас зворушений цим, сказавши, що це було все, чого він коли-небудь хотів. Взявши гороній з частини NX-01, Боймлер активує портал. Резерфорд і Тенді бачать їх з іншого боку. Боймлер востаннє озирається, а потім заходить в портал.
Коли вони повертаються у свій час, портал закривається. Боймлер каже Тенді, що вона мала рацію щодо відкриття порталу Оріонцями, згадуючи її прабабусю Астрею. Повернувшись на борт «Серрітос», Боймлер дивиться на плакат про вербування Уни і каже ТДД. Марінер знає, що він узяв цю фразу від Ренсома, дивуючись, чому завжди її так називав. Боймлер згадує, що це означало «Ті давні дослідники». Ренсом проходить повз і бачить плакат «Numero Una», «найгарячішого першого офіцера у флоті», та згадує, що він ніколи раніше не бачив Марінер таким нетерплячим до місії.
Повернувшись на «Ентерпрайз» свого часу, Уна зазначає — Пайк не був дуже здивований вечіркою-сюрпризом. Пайк відповідає, що знав, тому й скасував риболовлю, бо хтось запропонував йому провести день із друзями. Ухура згадує, що в наступний кіновечір може бути андоріанська комедія. Ортегас зауважує, що секрет змусити Ухуру розслабитися полягає в тому, щоб вона відчувала себе як робот. Спок вважає, що Ла'ан буде наступним проектом Ортегас, і вона не в захваті від цього. Чапель цікавиться, що вони пили за останню годину. Ортегас зробив «урагани» оріонців, оскільки Карас дав їм пляшку справжнього Оріонського делака. Пайк відзначає «цікавий аромат», а Уна цікавиться — чи хтось почувається дивно. Ухура запитує, чому все здається таким двовимірним? Спок знає, що його руки не повинні бути такими гнучкими, а очі Ортегас здаються величезними. Що, в біса, це за напій?! — кричить М'Бенга.

## Сприйняття та відгуки
На сайті «Rotten Tomatoes» епізод станом на серпень 2024 року отримав 100 % підтримки при 6 голосах оглядачів.
В огляді «StarTrek.com» зазначалося: «Інколи не хочеться знати майбутнього. Уна дізнається — вона буде обличчям рекрутингу Зоряного Флоту. І аирішує — цих знань з неї досить.»
В огляді «Den of Geek» зазначено: "«Those Old Scientists» — це простіша, легша година, ніж багато інших, які ми бачили в «Дивних нових світах» до того. Стрімкий гумор і смішні ситуації можуть не підійти кожному глядачеві. І можна стверджувати, що фінальна сцена, у якій команда «Ентерпрайза» перетворюється на анімаційні фігури після справжніх «ураганів» Оріона на святкуванні дня народження Пайка, є трохи смішною. Але незалежно від того, що ви ставитесь до приходу кадетів з майбутнього в «реальний світ» «Зоряного шляху»", ми всі повинні відсвяткувати той факт, що серіал «Дивні нові світи» не тільки досить сміливий, щоб ризикувати так, але й змушує його справді працювати в межах шоу, яке ми дивимося".
«TV Tropes» здійснює детальний розбір аналогій, неспівпадінь та недоречностей епізоду.
В огляді «TrekMovie.com» зазначено: «Це була одна з найцікавіших годин Зоряного шляху. Шанувальники будуть розважати один одного, цитуючи фрази з нього роками. Друга половина сезону набирає сили, і тепер ми знаємо, що наближається ще більший розмах.»
На сайті «IMDb» станом на серпень 2024 року епізод отримав 9. з 10 зірок схвалення при 8100 голосах.

## Знімались
| Актор             | Роль               |
| ----------------- | ------------------ |
| Енсон Маунт       | Крістофер Пайк     |
| Ітан Пек          | Спок               |
| Крістіна Чонг     | Ла'ан Нуньєн Сінгх |
| Джесс Буш         | Кристина Чапель    |
| Селія Роуз Гудінг | Нійота Ухура       |
| Мелісса Навія     | Еріка Ортегас      |
| Бабс Олусанмокун  | Доктор М'Бенга     |
| Ребекка Ромейн    | Номер Один         |
| Тоні Ньюсом       | енсін Бекет        |
| Джек Квейд        | енсін Бред         |
| Ноель Веллс       | енсін Д'Вана       |
| Юджин Кордеро     | енсін Рутерфорд    |
| Джеррі О'Коннелл  | командер Рансом    |
| Керол Кейн        | Пелія              |
| Ґреґ Брик         | капітан Карас      |